# Fervaches
Fervachesⓘ – miejscowość i dawna gmina we Francji, w regionie Normandia, w departamencie Manche. W 2013 roku jej populacja wynosiła 398 mieszkańców. Przez miejscowość przepływa rzeka Vire. 
W dniu 1 stycznia 2016 roku z połączenia dwóch ówczesnych gmin – Fervaches oraz Tessy-sur-Vire – utworzono nową gminę Tessy-Bocage. Siedzibą gminy została miejscowość Tessy-sur-Vire. 